# Quinta Capurro
La Quinta Capurro es una construcción histórica en la ciudad de Santa Lucía en Uruguay, declarada Monumento Histórico Nacional. Tiene origen tras la compra realizada por Federico Capurro el 20 de diciembre de 1873, de nueve hectáreas de terreno a las orillas del arroyo de los Hornos que pertenecían a Dolores Gil y fue conocida por ser lugar de veraneo frecuentado por las familias de renombre de la época. 
Federico Capurro estaba casado con Ema Ruano y juntos comenzaron a crear en 1875 un parque jardín en la Quinta Capurro con variedades de plantas autóctonas y otras exóticas que traían de sus viajes. El terreno originalmente contenía árboles frutales y plantas nativas.

## Arquitectura
Las que forman parte de la Quinta Capurro fueron construidas por el arquitecto Alberto Capurro, las mismas son: 
- La casona principal donde habitaba la familia cuando venía a veranear
- La casona del casero
- La casa de visitantes, donde supo instalarse José Pedro Varela en distintas visitas a la familia, buscando recuperarse de la tuberculosis.

## Galería

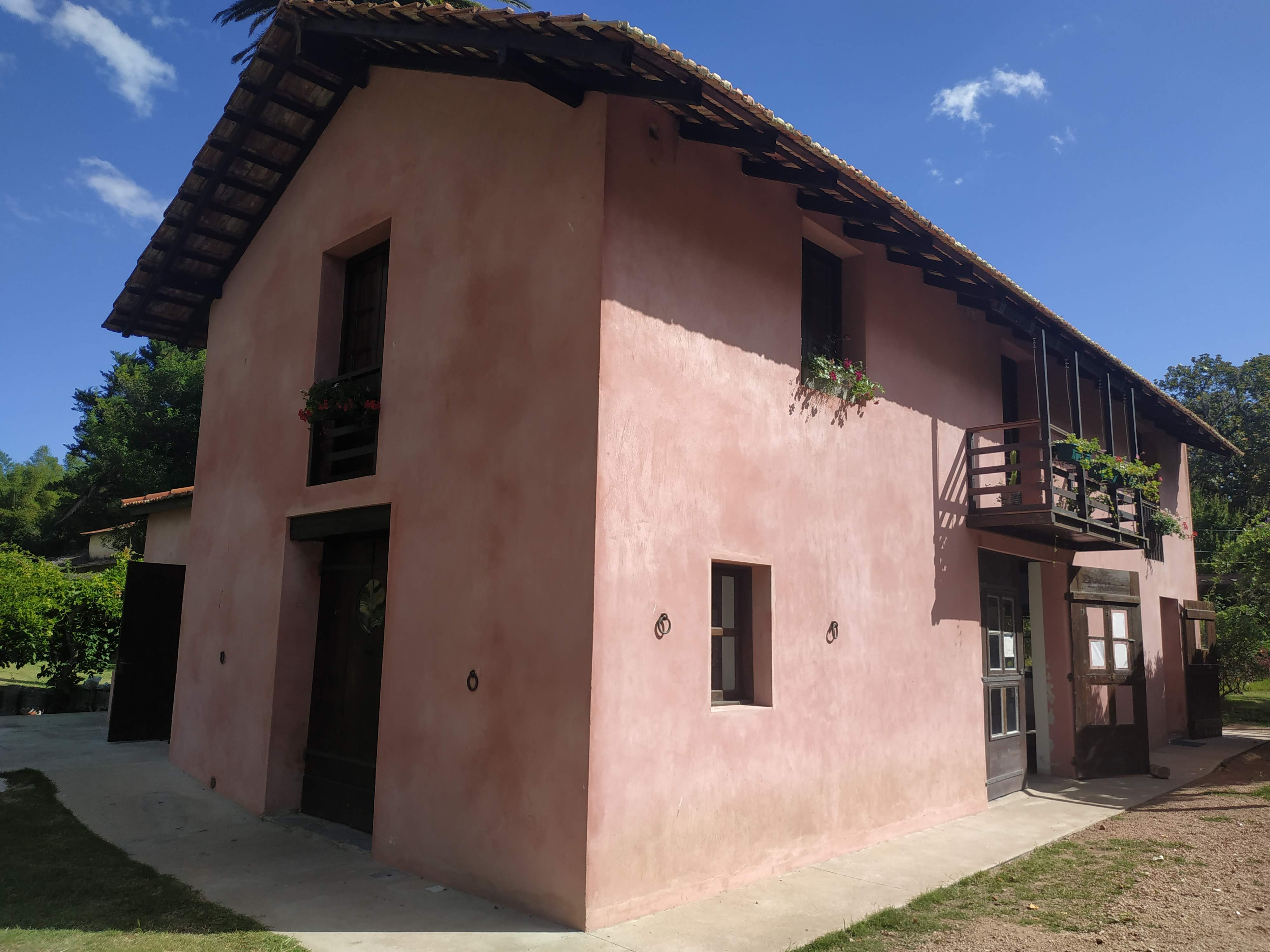
Vivienda de caseros y caballerizas de la Quinta Capurro restaurada entre el 2018 y 2020. La construcción data de 1873. Actualmente funciona una cafetería y oficinas.

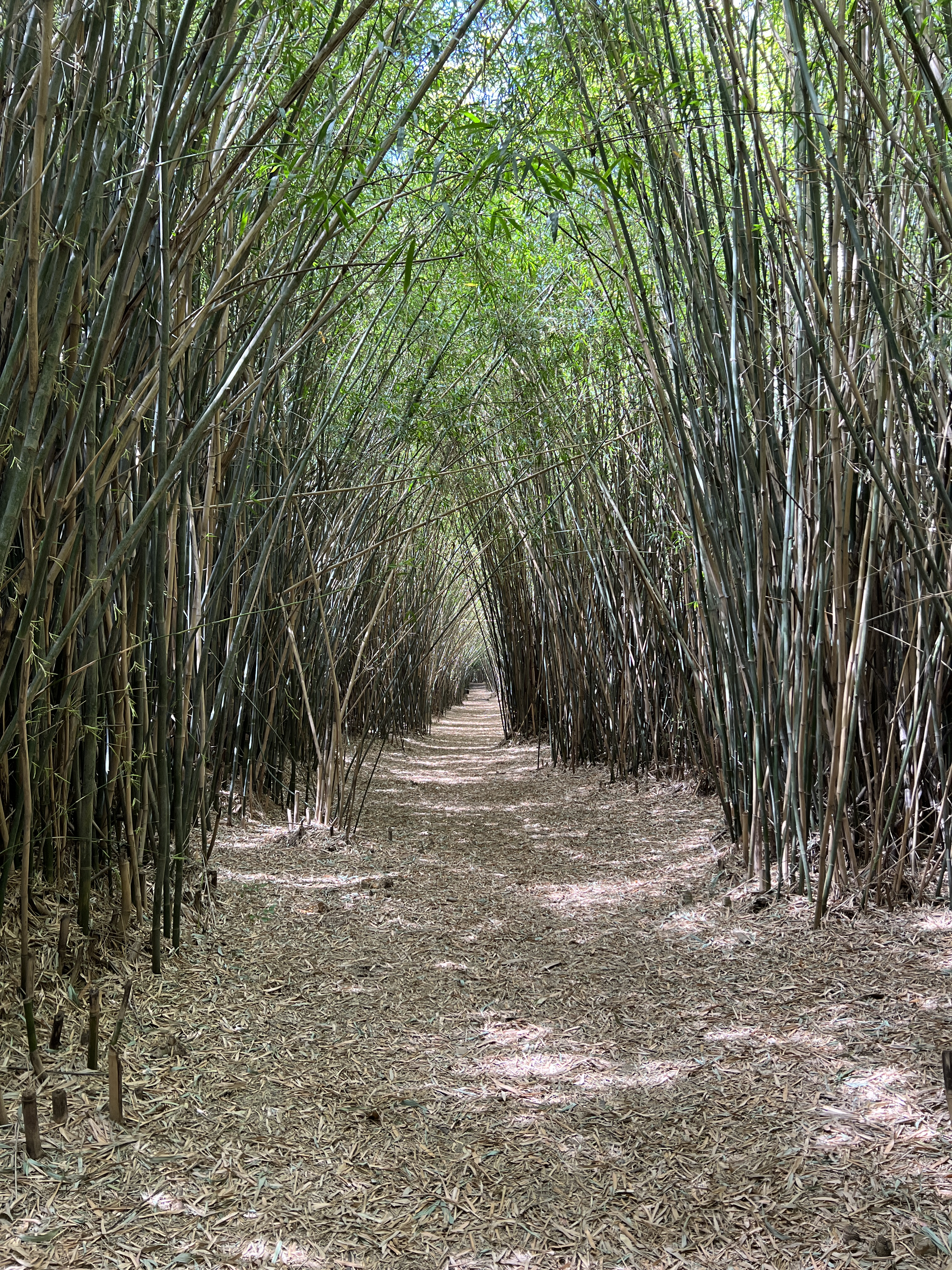
Vista del sendero de Bambú en la Quinta Capurro, Santa Lucía, Canelones.